# Маруся (повесть Квитки-Основьяненко)
«Мару́ся» (укр. Маруся) — драматическая повесть Григория Квитки-Основьяненко, написанная в 1832 и опубликованная в 1834 году. Первая повесть украинской литературы.

## Персонажи
- Маруся — главная героиня, дочь Наума Дрота. Это настоящая красавица, которая к тому же скромная, со всеми приветливая, вежливая, спокойная, а главное — трудолюбивая: «и на отца, и на мать, и на себя прядёт, шьёт, моет, и сама всё одна, без служанки, и варит, и печёт», несмотря на то, что она является дочерью состоятельных родителей. Образ Маруси — высокое воплощение всех лучших черт украинской девушки, наделённой приметами красоты национальной, физической и духовной. Речь героини пересыпана устнопоэтическим народным богатством: ласкательной лексикой, опоэтизированными вопросами, эмоциональными восклицаниями, пословицами, сравнениями.
- Наум Дрот — богатый крестьянин, отец Маруси. Трудолюбивый, мудрый, народный, честный селянин, соблюдающий все народные обряды и обычаи. Несмотря на то, что он был крепостным, он стал богатым.
- Настя Дрот — мать Маруси, жена Наума. Смиренная и богобоязненная, она очень любит свою дочь и почитает мужа.
- Василий — жених Маруси. Он сирота, бедный, работает в городе портным. Честный, скромный, трудолюбивый, добрый, умный. Быстро научился грамоте, работая у купца. «Красивый, русый, чисто подстриженный; чуб нарядный, усы казацкие, глаза весёленькие, как звёздочки, на вид румяный, проворный, простой; жупан на нём синий и китаевая юпка, с поясом из аглицкой каламайки подпоясанный, в тяжинових штанах. Сапоги хорошие, кряжистые с подковами» — такое портретное описание этого героя даёт писатель.

## Сюжет
Произведение начинается описанием Наума Дрота, богатого и набожного крестьянина, и его жены Насти Дрот. Автор рассказывает об их дочери Марусе, работящей, красивой и покорной девушке. Завязка начинается тем, что Маруся идёт на свадьбу, куда её пригласили дружкой. Там она знакомится со старшим боярином Василием, и между ними почти сразу возникает любовь.
На следующий день Маруся с подружкой Еленой идет на базар, Василий напрашивается их сопровождать. По дороге обратно Елена вернулась в город, поэтому пара на время осталась в одиночестве. Они признались друг другу в своих чувствах; в тот же день у них было свидание у озера.
Василий долго навещал Марусю, и однажды попросил у отца Маруси разрешения на свадьбу. Но Наум Дрот отказал парню, мотивируя это тем, что его могут забрать в рекруты. На долгое время влюблённые расстаются, впоследствии Василий появляется и рассказывает, что научился грамоте, а его хозяин обещал нанять «наёмщика», который станет солдатом вместо парня. Василий ещё раз сватается к Марусе и на этот раз получает согласие от её отца.
Василий должен поехать в Одессу и Москву, поэтому новобрачные разводятся. Маруся сильно тоскует без любимого. Впрочем, больше они не встретились, поскольку однажды Маруся простудилась, сильно заболела и вскоре скончалась. Василий вернулся в тот же день, когда умерла его невеста. С тоски по ней он идёт в монастырь, где стал монахом, но вскоре он тоже умер.

## В театре
3 марта 1864 года во Львове состоялось открытие общества «Русская Беседа» спектаклем «Маруся» (по Григорию Квитке-Основьяненко) в переработке С. Голембиовского, музыка В. Квятковского. Дирижировал А. Бачинский, в роли Маруси — Т. Бачинская.

## Критика и отзывы
Я написал «Марусю» и доказал, что от малороссийского языка можно растрогаться.Григорий Квитка-Основьяненко
Вас не видел, а вашу душу, ваше сердце так вижу, как может никто на всём свете. Ваша «Маруся» мне так рассказала.Тарас Шевченко, из письма к Квитке-Основьяненко
Мы не в состоянии выразить того наслаждения, с которым прочитали её. Всеобщий восторг публики, единодушная похвала всех журналов вполне оправдывают впечатление, которое произвела на нас эта замечательная повесть.Виссарион Белинский